# Зуара
Зуара (арап. زوارة, латинизирано Zuwāra) је град у северозападној Либији на обали Средоземног мора. Зуара је главни град општине Ан Нугат ал Камс. Процењује се да у граду живи око 45.000 становника. Зуара се налази 109 км западно од Триполија а удаљена је око 60 км од границе са Тунисом. 
Становништво Зуаре, према вероисповести, углавном припада Ибади огранку ислама, а говоре различитим варијантама берберских језика.